# Jean-François Paillard (auteur)
Pour les articles homonymes, voir Paillard.
Jean-François Paillard, né le 18 mai 1961 à Paris, est un écrivain, vidéaste et journaliste français.

## Biographie
De nationalités suisse et française, Jean-François Paillard vit actuellement à Marseille. Né à Paris, diplômé en histoire (licence) et en droit (maîtrise) de l'Université Panthéon-Sorbonne, diplômé de l'IEP de Paris, ancien élève de l'EHESS et bi-admissible à l'Agrégation de sciences économiques et sociales, il a grandi en grande banlieue parisienne et aux États-Unis. Il est l'auteur d'une quinzaine d'ouvrages (essai, théâtre, roman, poésie) et d'une centaine de vidéos. Très diverses, ses influences vont de Raymond Carver à Henri Michaux, en passant par Robert Coover, Erwin Goffman (et plus généralement les études de sociolinguistique), Luc Boltanski, Michael Pollak, Pierre Bourdieu, Primo Levi, Olivier Cadiot... ou Moebius. Souvent chargés d'une dimension pamphlétaire et sociale, la plupart de ses livres et vidéos traitent, en la dénonçant de façon grinçante, de l’exclusion sous toutes ses formes : déshumanisation des modes de gestion des entreprises modernes, obsession sécuritaire, eugénisme qui ne dit pas son nom, ségrégation urbaine, "raciale" et/ou sociale, etc.[Interprétation personnelle ?]
Il est notamment l'auteur, aux éditions du Rouergue chez Actes Sud, des romans d'anticipation Animos®,,,,,,,,, Un monde cadeau (sélectionné pour le prix Wepler en 2003,,,), Pique nique dans ma tête,,,, et Heropolis.
Il crée en 2006 Territoire3, un collectif de musiciens et de comédiens qui jouent en public ses créations sonores et visuelles . Le collectif s’est produit notamment à la Friche-Belle-de-Mai de Marseille, au Pavillon Noir et à l’espace Sextius d'Aix-en-Provence. Il collabore régulièrement avec le comédien Jean-Marc Hérouin et la musicienne et chanteuse Marion Rampal. On peut suivre l’évolution de son travail d’auteur sur son site territoire3.org, actif depuis 2003 ; on peut également y télécharger gratuitement près d'une douzaine d'ouvrages, au format PDF (voir « Livres et albums numériques », sur la page d'accueil).
 En tant que journaliste, Jean-François Paillard a collaboré entre autres titres à Arts Magazine, Ça m’intéresse et Ça m’intéresse histoire, L'Express, GEO Histoire, Historia, Le Nouveau Magazine Littéraire, Lire-Magazine littéraire et Philosophie Magazine.

## Œuvres

### Romans, poésie, théâtre, essais
- Confessions gastronomiques, éd. Crater, coll. « Théâtre en Coulisses », 2000 (Ouvrage également illustré par l'auteur.)
- Guide du 21e siècle, tome 1, "in heaven", album de textes et d'images, éd. Tarente, 2000[23],[24].
- Animos®, roman, Éditions du Rouergue, coll. « La brune », 2000
- Guide du 21e siècle, tome 2, "la vie rêvée", album de textes et d'images, éd. Tarente, 2002
- Un monde cadeau, roman, Éditions du Rouergue, coll. « La brune », 2003
- Cortex, théâtre, in l'ouvrage collectif Confessions érotiques, éd. Crater, coll. « Théâtre en Coulisses », 2003 (Ouvrage également illustré par l'auteur.)
- Duel, théâtre, éd. Crater, coll. « Théâtre en Coulisses », 2004
- Pique-nique dans ma tête, roman, Éditions du Rouergue, coll. « La brune », 2006
- La Plus Belle Piscine du monde, éd. Publie.net, 2009 (Ouvrage également illustré par l'auteur.)
- Le saviez-vous ?, éd. Publie.net, 2010  (Ouvrage également illustré par l'auteur.)
- Un roman d'épouvante, éd. Publie.net, 2009 rééd. 2012[25],[26].
- Conseils philosophiques à usage quotidien, essai, Éditions Milan, 2012 (illustrations de l'auteur.)
- Les Scandaleuses Privautés de mon ami Terrier, poésie, Éditions territoire3, 2017 (illustrations de l'auteur.)
- Mon ami Terrier... met mon couple en péril, poésie, Éditions territoire3, 2017 (illustrations de l'auteur.)
- Mon ami Terrier... aggrave son cas, poésie, Éditions territoire3, 2017 illustrations de l'auteur.
- Le Parisien, roman noir, Asphalte éditions, 2018 ; réédition, Gallimard, coll. « Folio policier » no 895, 2019  (ISBN 978-2-07-280533-2)
- L'Affaire suisse, roman noir (suite du Parisien), Asphalte éditions, 2019
- Heropolis, roman, Éditions du Rouergue, coll. « La brune », 2024

## Films / vidéos / vidéo performances
- Plan masse (15 min), 2006. Vidéo sélectionnée et projetée par le festival d'art vidéo Les Instants Vidéo[27].
- Ville contre Nature (25 min), 2006. Vidéo performance créée au Le Pavillon Noir pour le festival du film d’architecture et d’urbanisme Images de ville[28].
- Maurituri (45 min), 2008. Vidéo performance tournée en Mauritanie, sélectionnée par le festival d'art vidéo Les Instants Vidéo et jouée notamment par le collectif Territoire3 à la Cartonnerie (Friche Belle de Mai)[29].
- Heropolis (50 min), 2009. Vidéo performance tournée à Istanbul (Turquie) et jouée par le collectif Territoire3 au Labobox (Friche Belle de Mai) à Marseille[30].
- El Wade (5 min 29 s), 2014. Vidéo clip tourné à Damas (Syrie) de la chanson éponyme du duo Catherine Vincent[31].
- Sur la lune (4 min 52 s), 2017. Vidéo clip tourné à Palmyre (Syrie) de la chanson éponyme du duo Catherine Vincent[32].
- Cannes... et autres villes fictives, travail en cours. 23 vidéos à ce jour, dont Cannes (24 min) sélectionné et projetée en 2008 par le festival d'art vidéo Les Instants Vidéo[33].
- Bande annonce du roman noir Le Parisien, 2018[34].